# Santa Cruz Itundujia (kommun)
Santa Cruz Itundujia är en kommun i Mexiko.   Den ligger i delstaten Oaxaca, i den sydöstra delen av landet, 300 km sydost om huvudstaden Mexico City.
Följande samhällen finns i Santa Cruz Itundujia:
- Santa Cruz Itundujia
- Morelos
- Unión de Galeana
- La Victoria
- Chamizal
- El Paraíso
- Segunda Manzana
- Buenavista de Juárez
- Lomas del Pedregal
- Agua de Humo
- Jardines del Pedregal
- Providencia
- Iturbide
- Yucuquetzahue Buena Vista